# ウィンストン・チャーチル (1620-1688)
サー・ウィンストン・チャーチル（Sir Winston Churchill, 1620年4月18日 - 1688年3月26日）は、イングランドの政治家・歴史家。父はドーセットの弁護士ジョン・チャーチル、母はグロスターシャーの騎士サー・ヘンリー・ウィンストンの娘サラ。同名の首相ウィンストン・チャーチルは子孫に当たる。

## 人物
オックスフォード大学セント・ジョンズ・カレッジに入り法律を勉強していたが、学位は取得せず大学を去り、清教徒革命が勃発すると王党派に味方して騎兵隊長として議会派と戦った。革命が議会派の勝利に終わると賠償金を支払い妻の実家に逼塞、『Divi Britannica』と題したイングランド国王の歴史書を書いていたが、1660年に王政復古でチャールズ2世が即位すると1661年の騎士議会でウェイマス・メルカム・レジスの選挙区に選出され下院議員となった。
法律の知識を買われ1662年から1668年までアイルランド裁判所の委員を務め、1664年から1679年まで王室家政局の下級会計官として活動、家政局に移った年にサーに叙爵、王立協会のフェローに選ばれた。1685年の選挙ではライム・レジスから選出、1688年に亡くなるまで下院議員を務めた。
1643年にサー・ジョン・ドレークとエレノア・ボトラーの娘エリザベスと結婚、生まれた11人の子供のうち4人が成長した。エリザベスの母方の祖父母は初代ボトラー男爵ジョン・ボトラーとサー・ジョージ・ヴィリアーズの娘エリザベスで、バッキンガム公ジョージ・ヴィリアーズは大叔父に当たる。子供達はチャーチルとチャールズ2世の側近のアーリントン伯ヘンリー・ベネットの知己で宮廷に仕え、長女アラベラ（1648年 - 1730年）は1665年にヨーク公ジェームズ（後のジェームズ2世）の妃アン・ハイド付きの女官となり、後にヨーク公の愛人となった。長男ジョン（1650年 - 1722年）はヨーク公に仕え軍人として出世、マールバラ公に叙爵されマールバラ公家を創設、子孫からイギリス首相ウィンストン・チャーチルとイギリス皇太子妃ダイアナ・スペンサーなどを輩出した。次男ジョージ（1654年 - 1710年）と末子チャールズ（1656年 - 1714年）も軍人となりそれぞれ海軍提督、陸軍中将となった。